# إيزورا نافارو
إيزورا نافارو (من مواليد 5 نوفمبر 1973 في فالنسيا) هي سياسية إسبانية وعضو سابق في البرلمان الإسباني. وهي حاصلة على شهادة في القانون حصلت عليها من جامعة فالنسيا ومتخصصة في قانون الأعمال والعمل مع التركيز على حقوق العمال، نظرًا لحصولها على المؤهلات ذات الصلة في عام 1997. عملت كمستشارة قانونية للهيئات العمالية للخدمة العامة والإدارة العامة الاتحاد منذ عام 2000. في عام 2004 تم اختيارها لرئاسة قائمة اليسار الموحد في فالنسيا. مع انخفاض إجمالي أصوات اليسار فازت بالمقعد السادس عشر والأخير في القائمة، على الرغم من أن انخفاض أقل من 1800 صوت كان سيكلف مقعدها. في عام 2005 أصبحت جزءًا من البرلمان الفيدرالي لليسار المتحد. في انتخابات عام 2008 خسرت مقعدها لصالح حزب الشعب. في عام 2015 تم انتخابها لعضوية برلمان فالنسيا.
تعيش في حي كارمن المركز التاريخي لفالنسيا، حيث تنشط في جمعية المقيمين، وتقدم المشورة القانونية للجمعية التجارية والسكنية. وهي أيضًا عضوة وداعمة لمنظمة السلام الأخضر.